# Oswaldo Mackenzie
Oswaldo Enrique Mackenzie (Barranquilla, 19 januari 1973) is een voormalig Colombiaans profvoetballer, die als aanvallende middenvelder onder meer speelde voor Atlético Junior, Atlético Nacional en Olimpia Asunción. Zijn bijnamen luidden Nene en Burro Viejo.

## Interlandcarrière
Mackenzie kwam twee keer (één doelpunt) uit voor de nationale ploeg van Colombia in 1995. Hij maakte zijn debuut op 11 oktober 1995 in de vriendschappelijke uitwedstrijd tegen Argentinië (0-0), toen hij na rust inviel voor Luis Quiñónez. Zijn tweede en laatste interland volgde op 29 november van datzelfde jaar tegen Mexico (2-2). Ook toen speelde hij slechts één speelhelft, maar scoorde hij wel.

## Erelijst
Atlético Junior
- Colombiaans landskampioen

1993, 1995
 Atlético Nacional
- Colombiaans landskampioen

1999
- Copa Merconorte

1998, 2000